# RBD
RBD este un grup mexican de muzică pop care s-a format în anul 2004 în telenovela "Rebelde", dar care a ieșit din ficțiunea serialului și a intrat în lumea muzicii.
Componenții formației sunt Anahí (Mia Colucci), Dulce María (Roberta Pardo), Maite Perroni (Lupita Fernández), Alfonso Herrera (Miguel Arango), Christian Chávez (Giovanni Méndez) și Christopher von Uckermann (Diego Bustamante). Milioane de adolescenți din întreaga lume încearcă să le copieze stilul vestimentar și felul lor de a fi care nu te lasă fără nebăgare de seamă, iar acest lucru este extraordinar!
Discul lor de debut, "Rebelde", a avut un real succes în Mexic, iar melodiile “Rebelde”, “Solo Quédate En Silencio”, “Sálvame” și “Un Poco De Tu Amor” au devenit repede hit-uri. Pentru acest album au primit Discul de Aur, apoi Discul de Platină și Discul de Argint pentru mai mult de 2 milioane cópii vândute în țara natală.
Primul turneu al formației intitulat “Tour Generación RBD” a fost lansat pe CD și DVD, cuprinzând, pe lângă melodiile de pe albumul Rebelde' și melodii pop/rock cu influențe ale anilor 80 și noi cântece ale grupului: “Una Canción” și “Liso Sensual”. Acest disc a primit Discul de Platină în Mexic. DVD-ul conține concerte live, un documentar și imagini ale formației din timpul turneului.
La aproape un an de la lansare, RBD lansează al doilea material discografic cu teme inedite: “Nuestro Amor”, un disc care marchează evoluția pe care a avut-o formația. Conținând 14 melodii, printre care “Nuestro Amor”, “Me Voy”, “Feliz Cumpleaños”, “Este Corazón”, “Así Soy Yo”, “Aun Hay Algo”, “A Tu Lado”, “Fuera”, “Que Fue Del Amor”. Surprinzător, albumul primește 'Discul de Platină' după numai 7 ore după ce a ieșit pe piață pentru 1 milion de cópii vândute.
Pe 8 decembrie 2005, RBD lansează versiunea în portugheză a albumului Rebelde, care conține 11 piese în portugheză; albumul s-a vândut în 5 milioane de cópii.
Al patrulea album al formației Live in Hollywood a ieșit pe piață în martie 2006. Toate melodiile sunt cântate live, cu excepția ultimei teme "No pares" care este o versiune de studio.	
Al treilea album de studio, "Celestial", a fost lansat pe 24 noiembrie 2006. "Celestial" a debutat pe locul 9 în topul Billboard 200. Albumul a obținut Discul de Platină după doar o zi, pentru mai mult de 1 milion de cópii.
În decembrie 2006, RBD au scos și primul lor album în limba engleză intitulat "Rebels".
RBDmania continuă și în 2007
"RBD: La Familia" serial care îi aduce pe RBD din nou pe micile ecrane a fost transmis în Mexic din 14 martie. Filmările au început în octombrie, dar au fost amânate din cauza turneului latino-american al formației. Serialul va face cunoscută viața privată a formației mexicane, cu detalii din spatele camerelor de filmat. Totuși serialul va avea și multă ficțiune.
Serialul "RBD: La Familia" este în prezent transmis și în Romania, în premieră mondială.
În data de 10 martie 2009, a avut loc premiera mondială a celui de-al șaselea album studio al formației mexicane, intitulat:Para olvidarte de mi ce conține 13 melodii și 2 single-uri extrase de pe acest album.
RBD a anunțat că acest album studio este ultimul din cariera formației, urmând ca fiecare membru să își lanseze o carieră solo, formația RBD destrămându-se.
Cei șase mexicani au cucerit inimile și sufletele a milioane de oameni din întreaga lume. RBD au vândut 78 de milioane de albume, 81 milioane de articole promoționale și au avut 3 miliarde de descărcări digitale.

## Discografie
| Rebelde                                     | Anul: 2004 Melodii: 01. Rebelde 02. Sólo Quédate En Silencio 03. Otro Día Que Va 04. Un Poco De Tu Amor 05. Enséñame 06. Futuro Ex-Novio 07. Tenerte Y Quererte 08. Cuando El Amor Se Acaba 09. Santa No Soy 10. Fuego 11. Sálvame |
| Rebelde Edição Brasil                       | Anul: 2004 Melodii: 01. Rebelde 02. Fique Em Siléncio 03. Um Pouco Desse Amor 04. Enisina-Me 05. Querer-Te 06. Quando O Amor Acaba 07. Salva-Me 08. Otro Día Que Va 09. Futuro Ex-Novio 10. Santa No Soy 11. Fuego |
| Tour Generación RBD En Vivo                 | Anul: 2005 Melodii: 01. Rebelde 02. Otro Día Que Va 03. Medley 1: Me He Enamorado De Un Fan, No Sé Si Es Amor, Ámame Hasta Con Los Dientes, Rayo Rebelde, Baile Del Sapo, Me Vale. 04. Enséñame 05. Futuro Ex-Novio 06. A Rabiar 07. Una Canción 08. Medley 2: Cuando Baja La Marea, Te Quiero, Verano Peligroso, Devuelveme A Mi Chica, La Chica Del Bikini Azul, Viviendo De Noche, De Musica Ligera, Es Mejor Asi 09. Fuego 10. Sálvame 11. Tenerte Y Quererte 12. Un Poco De Tu Amor 13. Solo Quédate En Silencio 14. Rebelde (Version Cumbia)                       |
| Nuestro Amor                                | Anul: 2005 Melodii: 01. Nuestro Amor 02. Me Voy 03. Feliz Cumpleaños 04. Este Corazón 05. Así Soy Yo 06. Aún Hay Algo 07. A Tu Lado 08. Fuera 09. Qué Fue Del Amor 10. Qué Hay Detrás 11. Tras De Mí 12. Solo Para Tí 13. Una Canción 14. Liso Sensual 15. Nuestro Amor (Clip) |
| Nosso Amor                                  | Anul: 2005 Melodii: 01. Nosso Amor 02. Feliz Aniversário 03. Esse Coração 04. Venha De Novo Amor 05. Ao Seu Lado 06. Fora 07. O Que Houve Com O Amor 08. O Que Há por Trás 09. Atrás De Mim 10. Só Para Vocé 11. Uma Cançáo 12. Asi Soy Yo 13. Me Voy 14. Nuestro Amor (Clip) |
| Live In Hollywood                           | Anul: 2006 Melodii: 01. Tras De Mí (Version Acustica) 02. Me Voy (Version Acustica) 03. Nuestro Amor (Version Acustica) 04. Así Soy Yo (Version Acustica) 05. Qué Fué Del Amor (Version Acustica) 06. A Tu Lado (Version Acustica) 07. No Pares (Version Acustica) 08. Fuera (Version Acustica) 09. Solo Para Ti (Version Acustica) 10. Este Corazón (Version Acustica) 11. Aún Hay Algo (Version Acustica) 12. Qué Hay Detrás (Version Acustica) 13. Feliz Cumpleaños (Version Acustica) 14. Solo Quédate En Silencio (Hollywood Version) 15. No Pares (Studio Version) |
| Celestial                                   | Anul: 2006 Melodii: 01. Tal Vez Después 02. Ser O Parecer 03. Dame 04. Celestial 05. Quizá 06. Bésame Sin Miedo 07. Tu Dulce Voz 08. Algún Día 09. Me Cancé 10. Aburrida Y Sola 11. Es Por Amor 12. Quisiera Ser 13. Rebels (Promo) |
| Celestial Versão Brasil                     | Anul: 2006 Melodii: 01. Ser Ou Parecer 02. Celestial 03. Talvez Depois 04. Me Dar 05. Me Cansei 06. Sua Doce Voz 07. Beija-Me Sem Medo 08. Quem Sabe 09. Es Por Amor 10. Aburrida Y Sola 11. Algún Día |
| Rebels                                      | Anul: 2006 Melodii: 01. Tu Amor 02. Wanna Play 03. My Philosophy 04. Connected 05. I Wanna Be The Rain 06. Cariño Mio 07. Era La Musica 08. Keep It Down Low 09. Happy Worst Day 10. This Is Love 11. Save Me 12. Money Money 13. Tu Amor (Navidad Mix) 14. Celestial (Promo) |
| La Familia                                  | Anul: 2007 Melodii: 01. Quiero Poder 02. Rebelde 03. Enisina-Me 04. Qué Hay Detrás (Version Acustica) 05. Asi Soy Yo 06. Qué Fue Del Amor 07. Futuro Ex-Novio 08. Save Me 09. Este Corazón (Version Acustica) 10. Una Canción 11. Detrás De "Quiero Poder" (Video) |
| Grandes Éxitos De RBD En Karaoke para tu PC | Anul: 2007 Melodii: 40 melodii format mp3, karaoke, pentru PC. |
| Greatest Hits                               | Anul: 2007 Melodii: 01. Wanna Play 02. Quiero Poder 03. Bésame Sin Miedo 04. Tu Amor 05. Ser O Parecer 06. Este Corazón 07. Celestial 08. Sálvame 09. I Wanna Be The Rain 10. Solo Quédate En Silencio 11. Nuestro Amor 12. Aún Hay Algo 13. Un Poco De Tu Amor 14. Tras De Mí 15. No Pares (Version Acustica) 16. Mexico, Mexico 17. Una Canción (Studio Version) 18. A Rabiar 19. Quizá 20. Rebelde 21. Money, Money 22. Campana Sobre Campana 23. Let The Music Play 24. Gone                                                                                         |
| Empezar Desde Cero                          | Anul: 2007 Melodii: 01. Empezar Desde Cero 02. Y No Puedo Olvidarte 03. Inalcanzable 04. No Digas Nada 05. El Mundo Detrás 06. Hoy Que Te Vas 07. Llueve En Mi Corazon 08. Fui La Niña 09. A La Orilla 10. Amor Fugaz 11. Sueles Volver(Christopher) 12. Si No Estas Aqui(Poncho) 13. Extrana Sensasion |
| Para Olvidarte de Mi                        | Anul: 2009 Melodii: 01. Camino Al Sol 02. Mirame 03. Para Olvidarte de Mi 04. Quien Te Crees 05. Este Donde Este 06. Mas Tuya que Mia(dulce Maria) 07. Hace un instante 08. Desaparecio 09. Olvidar 10. Yo Vivo por Ti 11. Lagramas Perdidas(Dulce Maria) 12. Puedes Ver Pero No Tocar 13. Adios |

- Albumele RBD au apărut pe piața românească. Discul "Rebelde" s-a vândut în România în mai mult de 2.200.000 de cópii, iar în lume în mai mult de 32.000.000 de cópii.

Fanii formației au un motiv în plus de bucurie. De acum își pot achiziționa de la magazinele de specialitate din țară albumele RBD: "Rebelde", "Nuestro Amor", "Live in Hollywood", "Rebels" și "Celestial".
- Concertul RBD din România

RBD au susținut un concert în România pe 12 iunie 2007, pe stadionul Cotroceni. Mai mult de 60.000 de fani au fost să-și vadă live idolii, concertul fiind un adevarat succes. Repertoriul formației a cuprins piese de pe cel mai nou album RBD - "Celestial", dar și de pe celelalte albume din discografia trupei.
- Au filmat un videoclip la castelul Bran

Trupa a filmat clipul pentru piesa "Besame sin miedo", în Castelul Bran, însă fără a specula celebrul mit Dracula. Dulce Maria a declarat că legendele cu Dracula le știe încă de când era foarte mică. Însă povestirile cu Dracula nu reprezintă motivul pentru care a fost ales castelul Bran ca locație a clipului. Artista a mai declarat că trupei îi place foarte mult în România, iar clipul este o ocazie de a promova România în lume. 
Povestea clipului ilustrează pe cei șase tineri care fac o excursie cu un autocar la Bran. Pe parcursul călătoriei, urcă în autobuz un grup de fete și băieți din România. Între rebeli și aceste persoane se leagă idile de dragoste. 
Acesta este primul clip în care grupul nu mai prezintă povești de dragoste din interiorul RBD ci cu persoane din exterior. Videoclipul "Besame sin miedo" este un mesaj către fani că RBD s-au schimbat, iar în sens metaforic, persoanele de care se îndrăgostesc în videoclip pot fi oricine și nu neapărat vreo celebritate potrivit statului lor de vedete internaționale.
- Al doilea concert RBD în Romania

Pe 6 septembrie 2008 RBD au susținut un concert în Sala Polivalentă din București, aceștia au intrat pe scenă cu o întârziere de mai bine de 2 ore dar au fost așteptați de aproximativ 56.000 fani.
- Pe primele poziții în topurile naționale

Formația mexicană a întrecut toate așteptările: "Celestial", cel mai recent album RBD, a reușit să obțină într-un timp record, DISCUL DE AUR în România, acesta fiind al treilea Disc de Aur obținut de RBD în România. Iar acest lucru se datorează fanilor adevărați care au cumpărat albumele originale RBD. Formația a mai obținut Discul de Aur în România pentru albumele "Rebelde" și "Nuestro Amor".
În topul celor mai vândute albume internaționale, RBD se află pe primele două poziții: pe primul loc cu albumul "Rebels", iar pe al doilea cu "Celestial".
Pe 21 decembrie 2008 formația RBD a susținut ultimul său concert în Madrid Spania, fiecare membru urmând să își înceapă cariera solo.
În prezent Dulce Maria are rolul protagonistei în telenovela Verano de amor, alături de Akon a filmat videoclipul mel "Beautiful. Maite este deja la al doilea rol ca protagonistă în telenovela Mi pecado, prima ei telenovela fiind Cuidado con el angel. Christopher a început un miniturneu promovându-și primul single "Light Up The Wolrd
Poncho a revenit și el pe micul ecran în telenovela Cameleones alături de Belinda; a jucat de asemenea în două filme "Volverte a ver, Venezzia" și în serialul Terminales.